# Desmaria mutabilis
Desmaria es un género monotípico de arbustos  pertenecientes a la familia Loranthaceae. Su única especie, Desmaria mutabilis (Poepp. & Endl.) Tiegh. ex B.D.Jacks., con el nombre común de quintral amarillo, es originaria de Chile desde Malleco a Osorno.  

## Descripción
Es una planta hemiparásita, epifita, que se encuentra sobre las ramas de los robles, siempreverde de ramas alargadas y corteza café-rojiza. Las hojas son simples, opuestas y coriáceas, de margen entero, forma aovada y ápice redondeado. Las láminas son glabras, de color verde lustroso claro con pecíolos cortos. Las flores son hermafroditas, reunidas en inflorescencias axilares en grupos de  3 flores. La corola formada por 5 pétalos de color amarillo cuando jóvenes y rojo en la madurez. El fruto es una baya amarillenta.

## Taxonomía
Desmaria mutabilis descrita por (Poepp. & Endl.) Tiegh. ex T.Durand &B.D.Jacks. y publicado en Index Kewensis Suppl. 1: 131. 1901.
Sinonimia
- Gaiadendron mutabile (Poepp. & Endl.) Engler & Prantl
- Loranthus mutabilis Poepp. & Endl.	basónimo
- Phrygilanthus mutabilis (Poepp. & Endl.) Eichler[2]